# Alois Pašek
Alois Pašek (někdy také Aloys Paschek; 16. června 1869 Štěkeň – 29. června 1946 Varnsdorf⁠⁠⁠⁠⁠⁠) byl starokatolický biskup.

## Život, studia a duchovní působení
Paschek se narodil v české rodině, jeho otec byl správcem šlechtického velkostatku. Středoškolské vzdělání získal na gymnáziu v Českých Budějovicích (ukončeno v roce 1889). Pokračoval ve studiu teologie na univerzitě v Klagenfurtu a po svém vstupu do cisterciáckého řádu studoval i v klášteře Rein a na univerzitě ve Štýrském Hradci. Zde byl 22. července 1894 vysvěcen na kněze. Následně absolvoval několik semestrů práva v Erlangenu.
V letech 1894–1897 vykonával římskokatolickou duchovní službu v Semirachu ve Štýrsku. V roce 1897 přestoupil k Starokatolické církvi a již 25. srpna téhož roku nastoupil do Varnsdorfu. O rok později, v roce 1898, bylo ve varnsdorfské filiální obci Krásná Lípa zřízeno místo, kde působil až do roku 1909, kdy si musel vzít několikaměsíční zdravotní dovolenou (Krásná Lípa byla v roce 1908 státem uznána jako farní obec). Během jeho působení v Krásné Lípě byl v letech 1900–1901 postaven starokatolický kostel.
V roce 1902 byl Paschek zvolen synodním examinátorem a v roce 1904 se stal mimořádným členem synodní rady. Tyto funkce zastával až do roku 1918, kdy se přestěhoval do Německa. K 15. červenci 1918 byl na vlastní žádost propuštěn z kléru varnsdorfského biskupství a začal působit jako starokatolický farář v bavorském Pasově, kde zůstal do roku 1922.
Po úmrtí správce varnsdorfského biskupství Amanda Czecha 1. ledna 1922 byl Paschek přesvědčen synodní radou, aby se vrátil do Čech a kandidoval na pozici nového správce biskupství. Dne 23. dubna 1922 byl na shromáždění varnsdorfské obce zvolen varnsdorfským farářem a tím i biskupem, když získal 106 ze 113 hlasů. Přesun biskupství z Vídně do Varnsdorfu byl následně potvrzen na mimořádné synodě 2. července 1922 ve Varnsdorfu (Paschek obdržel 36 hlasů, jeho protikandidát 29). Pro zajištění důvěryhodnosti před státními orgány byla Paschekova funkce potvrzena synodou a jednohlasnou volbou ve dnech 12. a 13. července 1924 v Jablonci nad Nisou. Biskupské svěcení se konalo 14. září 1924 v Bernu, po souhlasu Mezinárodní starokatolické biskupské konference, společně se svěcením nově zvoleného biskupa Švýcarska, Dr. Küryho.
Během svého biskupského působení se Paschek snažil oddělit úřad biskupa od funkce varnsdorfského faráře. Zasazoval se také o smíření Čechů a Němců, za což byl opakovaně kritizován, zejména z německé strany. V roce 1936 mu Mezinárodní starokatolická biskupská konference svěřila péči o starokatolíky v Chorvatsku, kteří se nepřipojili k biskupovi Kologierovi, jenž byl z grémia této konference vyloučen.
V prosinci 1939 utrpěl biskup Paschek záchvat bezvědomí a při pádu si způsobil vnitřní zranění, které si vyžádalo intenzivní léčbu. Dlouhá a těžká nemoc, a posléze smrt jeho manželky na začátku roku 1945, ovlivnily jeho duševní stav. Z tohoto důvodu jsou následující události až do jeho smrti interpretovány nejednotně. Nicméně po skončení války se i přes osočování mnoha Němců, kteří byli mezitím zařazeni do odsunu, snažil o zachování církve.
24. června 1945 udělil v kapli sv. Máří Magdalény v Praze první kněžské svěcení Miloši Pulcovi.
Zemřel 29. června 1946 po operaci ve varnsdorfské nemocnici. Pohřeb se konal 3. července 1946 a Paschek je pohřben na varnsdorfském hřbitově.

### Osobní život
Dne 5. května 1900 se oženil s bohatou o pět let starší vdovou Annou Schindler (rozenou Palme) z Krásné Lípy. Z tohoto manželství vzešla jedna dcera.